# Superbike-Weltmeisterschaft 2020
Die Superbike-WM-Saison 2020 war die 33. in der Geschichte der FIM-Superbike-Weltmeisterschaft. Es wurden bei acht Veranstaltungen 24 Rennen ausgetragen.

## Punkteverteilung
Weltmeister wird derjenige Fahrer beziehungsweise der Hersteller, der bis zum Saisonende die meisten Punkte in der Weltmeisterschaft angesammelt hat. Bei der Punkteverteilung werden die Platzierungen im Gesamtergebnis des jeweiligen Rennens berücksichtigt. Die fünfzehn erstplatzierten Fahrer jedes Rennens erhalten Punkte nach folgendem Schema:
| Punkteverteilung | Punkteverteilung | Punkteverteilung | Punkteverteilung | Punkteverteilung | Punkteverteilung | Punkteverteilung | Punkteverteilung | Punkteverteilung | Punkteverteilung | Punkteverteilung | Punkteverteilung | Punkteverteilung | Punkteverteilung | Punkteverteilung | Punkteverteilung |
| ---------------- | ---------------- | ---------------- | ---------------- | ---------------- | ---------------- | ---------------- | ---------------- | ---------------- | ---------------- | ---------------- | ---------------- | ---------------- | ---------------- | ---------------- | ---------------- |
| Platz            | 1                | 2                | 3                | 4                | 5                | 6                | 7                | 8                | 9                | 10               | 11               | 12               | 13               | 14               | 15               |
| Punkte           | 25               | 20               | 16               | 13               | 11               | 10               | 9                | 8                | 7                | 6                | 5                | 4                | 3                | 2                | 1                |

| Platz  | 1  | 2 | 3 | 4 | 5 | 6 | 7 | 8 | 9 |
| Punkte | 12 | 9 | 7 | 6 | 5 | 4 | 3 | 2 | 1 |

In die Wertung kommen alle erzielten Resultate.

## Rennkalender
| Nr. | Lauf  | Datum         | Rennen     | Strecke                                       | Streckenlayout |
| --- | ----- | ------------- | ---------- | --------------------------------------------- | -------------- |
| 1   | 1     | 29. Februar   | Australien | Phillip Island Circuit (Phillip Island)       |                |
| 1   | 2 & 3 | 1. März       | Australien | Phillip Island Circuit (Phillip Island)       |                |
| 2   | 1     | 1. August     | Spanien    | Circuito de Jerez (Jerez de la Frontera)      |                |
| 2   | 2 & 3 | 2. August     | Spanien    | Circuito de Jerez (Jerez de la Frontera)      |                |
| 3   | 1     | 8. August     | Portugal   | Autódromo Internacional do Algarve (Portimão) |                |
| 3   | 2 & 3 | 9. August     | Portugal   | Autódromo Internacional do Algarve (Portimão) |                |
| 4   | 1     | 29. August    | Aragonien  | Motorland Aragón (Alcañiz)                    |                |
| 4   | 2 & 3 | 30. August    | Aragonien  | Motorland Aragón (Alcañiz)                    |                |
| 5   | 1     | 5. September  | Teruel     | Motorland Aragón (Alcañiz)                    |                |
| 5   | 2 & 3 | 6. September  | Teruel     | Motorland Aragón (Alcañiz)                    |                |
| 6   | 1     | 19. September | Katalonien | Circuit de Barcelona-Catalunya (Montmeló)     |                |
| 6   | 2 & 3 | 20. September | Katalonien | Circuit de Barcelona-Catalunya (Montmeló)     |                |
| 7   | 1     | 3. Oktober    | Frankreich | Circuit de Nevers Magny-Cours (Magny-Cours)   |                |
| 7   | 2 & 3 | 4. Oktober    | Frankreich | Circuit de Nevers Magny-Cours (Magny-Cours)   |                |
| 8   | 1     | 17. Oktober   | Estoril    | Circuito do Estoril (Estoril)                 |                |
| 8   | 2 & 3 | 18. Oktober   | Estoril    | Circuito do Estoril (Estoril)                 |                |

## Rennergebnisse
| Nr. | Datum  | Rennen     | Strecke        | Pole-Position 1     | Lauf | Platz 1               | Platz 2               | Platz 3               | Schn. Rennrunde       | Gesamtführung       | Gesamtführung |
| Nr. | Datum  | Rennen     | Strecke        | Pole-Position 1     | Lauf | Platz 1               | Platz 2               | Platz 3               | Schn. Rennrunde       | Fahrer              | Konstrukteur  |
| --- | ------ | ---------- | -------------- | ------------------- | ---- | --------------------- | --------------------- | --------------------- | --------------------- | ------------------- | ------------- |
| 1   | 29.02. | Australien | Phillip Island | Tom Sykes           | R1   | Toprak Razgatlıoğlu   | Alex Lowes            | Scott Redding         | Jonathan Rea          | Toprak Razgatlıoğlu | Yamaha        |
| 1   | 01.03. | Australien | Phillip Island |                     | S1   | Jonathan Rea          | Toprak Razgatlıoğlu   | Scott Redding         | Scott Redding         | Toprak Razgatlıoğlu | Yamaha        |
| 1   | 01.03. | Australien | Phillip Island |                     | R2   | Alex Lowes            | Jonathan Rea          | Scott Redding         | Scott Redding         | Alex Lowes          | Kawasaki      |
| 2   | 01.08. | Spanien    | Jerez          | Scott Redding       | R1   | Scott Redding         | Jonathan Rea          | Toprak Razgatlıoğlu   | Jonathan Rea          | Scott Redding       | Kawasaki      |
| 2   | 02.08. | Spanien    | Jerez          |                     | S2   | Jonathan Rea          | Scott Redding         | Michael van der Mark  | Jonathan Rea          | Scott Redding       | Kawasaki      |
| 2   | 02.08. | Spanien    | Jerez          |                     | R2   | Scott Redding         | Chaz Davies           | Toprak Razgatlıoğlu   | Scott Redding         | Scott Redding       | Kawasaki      |
| 3   | 08.08. | Portugal   | Portimão       | Jonathan Rea        | R1   | Jonathan Rea          | Toprak Razgatlıoğlu   | Michael van der Mark  | Jonathan Rea          | Scott Redding       | Kawasaki      |
| 3   | 09.08. | Portugal   | Portimão       |                     | S1   | Jonathan Rea          | Toprak Razgatlıoğlu   | Loris Baz             | Jonathan Rea          | Scott Redding       | Kawasaki      |
| 3   | 09.08. | Portugal   | Portimão       |                     | R2   | Jonathan Rea          | Scott Redding         | Michael van der Mark  | Jonathan Rea          | Jonathan Rea        | Kawasaki      |
| 4   | 29.08. | Aragonien  | Alcañiz        | Jonathan Rea        | R1   | Scott Redding         | Chaz Davies           | Jonathan Rea          | Chaz Davies           | Scott Redding       | Kawasaki      |
| 4   | 30.08. | Aragonien  | Alcañiz        |                     | S1   | Jonathan Rea          | Scott Redding         | Michael van der Mark  | Jonathan Rea          | Scott Redding       | Kawasaki      |
| 4   | 30.08. | Aragonien  | Alcañiz        |                     | R2   | Jonathan Rea          | Chaz Davies           | Alvaro Bautista       | Jonathan Rea          | Jonathan Rea        | Kawasaki      |
| 5   | 05.09. | Teruel     | Alcañiz        | Jonathan Rea        | R1   | Michael Ruben Rinaldi | Jonathan Rea          | Chaz Davies           | Michael Ruben Rinaldi | Jonathan Rea        | Kawasaki      |
| 5   | 06.09. | Teruel     | Alcañiz        |                     | S1   | Scott Redding         | Jonathan Rea          | Michael Ruben Rinaldi | Alex Lowes            | Jonathan Rea        | Kawasaki      |
| 5   | 06.09. | Teruel     | Alcañiz        |                     | R2   | Jonathan Rea          | Michael Ruben Rinaldi | Scott Redding         | Michael Ruben Rinaldi | Jonathan Rea        | Kawasaki      |
| 6   | 19.09. | Katalonien | Montmeló       | Jonathan Rea        | R1   | Jonathan Rea          | Scott Redding         | Chaz Davies           | Jonathan Rea          | Jonathan Rea        | Kawasaki      |
| 6   | 20.09. | Katalonien | Montmeló       |                     | S1   | Michael van der Mark  | Jonathan Rea          | Loris Baz             | Alvaro Bautista       | Jonathan Rea        | Kawasaki      |
| 6   | 20.09. | Katalonien | Montmeló       |                     | R2   | Chaz Davies           | Michael van der Mark  | Garrett Gerloff       | Chaz Davies           | Jonathan Rea        | Kawasaki      |
| 7   | 03.10. | Frankreich | Magny-Cours    | Eugene Laverty      | R1   | Jonathan Rea          | Loris Baz             | Alex Lowes            | Jonathan Rea          | Jonathan Rea        | Kawasaki      |
| 7   | 04.10. | Frankreich | Magny-Cours    |                     | S1   | Jonathan Rea          | Alex Lowes            | Michael van der Mark  | Jonathan Rea          | Jonathan Rea        | Kawasaki      |
| 7   | 04.10. | Frankreich | Magny-Cours    |                     | R2   | Scott Redding         | Loris Baz             | Chaz Davies           | Loris Baz             | Jonathan Rea        | Kawasaki      |
| 8   | 17.10. | Estoril    | Estoril        | Toprak Razgatlıoğlu | R1   | Toprak Razgatlıoğlu   | Chaz Davies           | Garrett Gerloff       | Michael van der Mark  | Jonathan Rea        | Kawasaki      |
| 8   | 18.10. | Estoril    | Estoril        |                     | S1   | Toprak Razgatlıoğlu   | Garrett Gerloff       | Michael van der Mark  | Toprak Razgatlıoğlu   | Jonathan Rea        | Kawasaki      |
| 8   | 18.10. | Estoril    | Estoril        |                     | R2   | Chaz Davies           | Scott Redding         | Toprak Razgatlıoğlu   | Chaz Davies           | Jonathan Rea        | Kawasaki      |

## Fahrerwertung
| Pos. | Fahrer                | Maschine | AUS | AUS | AUS | ESP | ESP | ESP | PRT | PRT | PRT | ARA | ARA | ARA | TER | TER | TER | CAT | CAT | CAT | FRA | FRA | FRA | EST | EST | EST | Gesamt- punkte |
| Pos. | Fahrer                | Maschine | R1  | SR  | R2  | R1  | SR  | R2  | R1  | SR  | R2  | R1  | SR  | R2  | R1  | SR  | R2  | R1  | SR  | R2  | R1  | SR  | R2  | R1  | SR  | R2  | Gesamt- punkte |
| ---- | --------------------- | -------- | --- | --- | --- | --- | --- | --- | --- | --- | --- | --- | --- | --- | --- | --- | --- | --- | --- | --- | --- | --- | --- | --- | --- | --- | -------------- |
| 1    | Jonathan Rea          | Kawasaki | DNF | 1   | 2   | 2   | 1   | 6   | 1   | 1   | 1   | 3   | 1   | 1   | 2   | 2   | 1   | 1   | 2   | 4   | 1   | 1   | 4   | 4   | 5   | 14  | 360            |
| 2    | Scott Redding         | Ducati   | 3   | 3   | 3   | 1   | 2   | 1   | 7   | 5   | 2   | 1   | 2   | 4   | DNF | 1   | 3   | 2   | 8   | 6   | 5   | 4   | 1   | DNF | 6   | 2   | 305            |
| 3    | Chaz Davies           | Ducati   | 8   | 13  | 6   | 4   | 5   | 2   | 11  | DNF | 4   | 2   | 5   | 2   | 3   | 5   | DNF | 3   | 4   | 1   | 4   | 5   | 3   | 2   | 4   | 1   | 273            |
| 4    | Toprak Razgatlıoğlu   | Yamaha   | 1   | 2   | DNF | 3   | DNF | 3   | 2   | 2   | 8   | 6   | 7   | 8   | 5   | 7   | 7   | 6   | INJ | INJ | 6   | 9   | 9   | 1   | 1   | 3   | 228            |
| 5    | Michael van der Mark  | Yamaha   | 4   | 5   | 4   | DNF | 3   | 7   | 3   | 7   | 3   | 5   | 3   | 6   | 4   | 10  | 6   | 4   | 1   | 2   | 9   | 3   | 5   | DNF | 3   | 4   | 223            |
| 6    | Alex Lowes            | Kawasaki | 2   | 4   | 1   | 9   | 7   | 5   | 4   | 4   | DNF | DNF | 6   | 9   | 6   | 6   | 5   | 9   | 7   | 8   | 3   | 2   | 7   | 6   | DNF | DNF | 189            |
| 7    | Michael Ruben Rinaldi | Ducati   | 10  | 9   | NC  | 6   | 11  | 4   | 5   | 8   | 6   | 4   | 8   | 5   | 1   | 3   | 2   | 7   | 6   | DNF | 7   | 7   | 6   | 7   | 9   | 6   | 186            |
| 8    | Loris Baz             | Yamaha   | 7   | 7   | 8   | 5   | 4   | DNF | 6   | 3   | DNF | 7   | 9   | DNF | 12  | 11  | 8   | 14  | 3   | 10  | 2   | 6   | 2   | 9   | DNF | DNF | 142            |
| 9    | Álvaro Bautista       | Honda    | 6   | 16  | 6   | 7   | 10  | 8   | 9   | 11  | 5   | DNF | 4   | 3   | DNF | 4   | DNF | 5   | DNF | DNS | 12  | 14  | 15  | 17  | 7   | 5   | 113            |
| 10   | Leon Haslam           | Honda    | 5   | 8   | 12  | 10  | 9   | 12  | 12  | 9   | 13  | 10  | 10  | 7   | 7   | 8   | 4   | 10  | DNF | 9   | DNF | 11  | 13  | 5   | 8   | 7   | 113            |
| 11   | Garrett Gerloff       | Yamaha   | 13  | INJ | INJ | 11  | 8   | 10  | 14  | 10  | 11  | DNF | 13  | 10  | 11  | 13  | 10  | 8   | 5   | 3   | DNF | 8   | 8   | 3   | 2   | DNF | 103            |
| 12   | Tom Sykes             | BMW      | 9   | 6   | 10  | NC  | 6   | 11  | 8   | 6   | 7   | DNF | 15  | 12  | 10  | 9   | DNF | DNF | 9   | 5   | DNF | 20  | 10  | 10  | 11  | 10  | 88             |
| 13   | Javier Forés          | Kawasaki | DNF | 12  | 11  | 13  | 12  | 13  | 13  | 13  | DNF | 8   | 12  | 11  | 13  | 16  | 13  | 13  | 12  | 15  | 8   | 12  | DNF | 8   | 10  | 8   | 61             |
| 14   | Federico Caricasulo   | Yamaha   | 12  | 14  | DNF | DNF | 16  | 16  | 15  | 12  | 9   | 9   | 11  | 13  | 9   | 12  | 9   | 15  | DNF | 12  | 11  | DNF | 11  | DNF | 12  | 9   | 58             |
| 15   | Eugene Laverty        | BMW      | 11  | INJ | INJ | 15  | 13  | DNF | 10  | 20  | 12  | 16  | 16  | 14  | 8   | 14  | 11  | 11  | 11  | 7   | DNF | 15  | 14  | 12  | 16  | 12  | 55             |
| 16   | Leandro Mercado       | Ducati   |     |     |     | DNF | 17  | 15  | 16  | 14  | 10  | 11  | DNF | DNS | INJ | INJ | INJ | INJ | INJ | INJ | 10  | 10  | DNF | 13  | 14  | 13  | 24             |
| 17   | Marco Melandri        | Ducati   |     |     |     | 8   | 18  | 9   | 17  | 15  | 14  | 14  | 17  | DNF | DNF | 17  | 12  |     |     |     |     |     |     |     |     |     | 23             |
| 18   | Jonas Folger          | Yamaha   |     |     |     |     |     |     |     |     |     |     |     |     |     |     |     | 12  | 10  | 11  |     |     |     | 11  | 13  | 11  | 19             |
| 19   | Sandro Cortese        | Kawasaki | 13  | 11  | 9   | 14  | 14  | 14  | DNF | INJ | INJ | INJ | INJ | INJ | INJ | INJ | INJ | INJ | INJ | INJ | INJ | INJ | INJ | INJ | INJ | INJ | 14             |
| 20   | Sylvain Barrier       | Ducati   |     |     |     | 16  | 21  | DNF | 18  | 16  | 15  | 12  | 18  | 16  | DNF | 19  | DNF | 18  | 15  | DNF | 13  | 13  | 12  | INJ | INJ | INJ | 12             |
| 21   | Maximilian Scheib     | Kawasaki | 15  | 10  | 7   | DNF | 15  | 18  | 21  | DNF | DNF | DNF | 14  | 15  | 16  | 15  | DNF | INJ | INJ | INJ | INJ | INJ | INJ | INJ | INJ | INJ | 11             |
| 22   | Takumi Takahashi      | Honda    | DNF | 15  | DNF | 18  | 22  | DNF | 19  | 19  | 18  | 15  | 20  | 18  | 15  | 21  | 16  | 19  | 16  | 14  | 17  | 19  | 18  | 14  | 17  | 17  | 6              |
| 23   | Matteo Ferrari        | Ducati   |     |     |     |     |     |     |     |     |     |     |     |     | 14  | 18  | 14  |     |     |     |     |     |     | DNF | 15  | 15  | 5              |
| 24   | Christophe Ponsson    | Aprilia  |     |     |     | 12  | 19  | DNF | DNF | 17  | 16  | DNF | NC  | 17  |     |     |     |     |     |     |     |     |     |     |     |     | 4              |
| 25   | Román Ramos           | Kawasaki |     |     |     |     |     |     |     |     |     | 13  | 19  | DNF | DNF | 20  | 15  |     |     |     |     |     |     |     |     |     | 4              |
| 26   | Lorenzo Zanetti       | Ducati   |     |     |     |     |     |     |     |     |     |     |     |     |     |     |     | 17  | 13  | 13  |     |     |     |     |     |     | 3              |
| 27   | Valentin Debise       | Kawasaki |     |     |     |     |     |     |     |     |     |     |     |     |     |     |     | 20  | 14  | DNF | 14  | 16  | 17  |     |     |     | 2              |
| 28   | Eric Granado          | Honda    |     |     |     |     |     |     |     |     |     |     |     |     |     |     |     |     |     |     |     |     |     | 15  | 18  | 16  | 1              |
| 29   | Xavier Pinsach        | Kawasaki |     |     |     |     |     |     |     |     |     |     |     |     |     |     |     |     |     |     | 15  | 18  | DNF |     |     |     | 1              |
|      | Samuele Cavalieri     | Ducati   |     |     |     |     |     |     |     |     |     |     |     |     |     |     |     | 16  | DNF | DNF | 16  | 17  | 16  |     |     |     | 0              |
|      | Lorenzo Gabellini     | Honda    |     |     |     | 17  | 20  | 19  | 20  | 18  | 17  | 17  | 21  | 19  |     |     |     |     |     |     |     |     |     |     |     |     | 0              |
|      | Leon Camier           | Ducati   | DNS | DNS | DNS |     |     |     |     |     |     |     |     |     |     |     |     |     |     |     |     |     |     |     |     |     | 0              |
|      | Loris Cresson         | Kawasaki |     |     |     |     |     |     |     |     |     |     |     |     |     |     |     |     |     |     |     |     |     | 18  | 20  | 19  | 0              |

| Farbe         | Bedeutung                               |
| ------------- | --------------------------------------- |
| Gold          | Sieger                                  |
| Silber        | 2. Platz                                |
| Bronze        | 3. Platz                                |
| Grün          | Platzierung in den Punkten              |
| Blau          | Klassifiziert außerhalb der Punkteränge |
| Violett       | Rennen nicht beendet (DNF)              |
| Violett       | nicht klassifiziert (NC)                |
| Rot           | nicht qualifiziert (DNQ)                |
| Schwarz       | disqualifiziert (DSQ)                   |
| Weiß          | nicht am Start (DNS)                    |
| Weiß          | zurückgezogen (WD)                      |
| Weiß          | Rennen abgesagt (C)                     |
| ohne Farbe    | nicht am Training teilgenommen (DNP)    |
| ohne Farbe    | verletzt oder krank (INJ)               |
| ohne Farbe    | ausgeschlossen (EX)                     |
| ohne Farbe    | nicht erschienen (DNA)                  |
| fett          | Pole-Position                           |
| kursiv        | Schnellste Rennrunde                    |
| unterstrichen | WM-Führung                              |
| hochgestellt  | Platzierung im Sprintrennen             |

## Konstrukteurswertung
| Pos. | Konstrukteur | AUS | AUS | AUS | ESP | ESP | ESP | PRT | PRT | PRT | ARA | ARA | ARA | TER | TER | TER | CAT | CAT | CAT | FRA | FRA | FRA | EST | EST | EST | Gesamt- punkte |
| Pos. | Konstrukteur | R1  | SR  | R2  | R1  | SR  | R2  | R1  | SR  | R2  | R1  | SR  | R2  | R1  | SR  | R2  | R1  | SR  | R2  | R1  | SR  | R2  | R1  | SR  | R2  | Gesamt- punkte |
| ---- | ------------ | --- | --- | --- | --- | --- | --- | --- | --- | --- | --- | --- | --- | --- | --- | --- | --- | --- | --- | --- | --- | --- | --- | --- | --- | -------------- |
| 1    | Kawasaki     | 2   | 1   | 1   | 2   | 1   | 5   | 1   | 1   | 1   | 3   | 1   | 1   | 2   | 3   | 1   | 1   | 2   | 4   | 1   | 1   | 4   | 4   | 5   | 8   | 392            |
| 2    | Ducati       | 3   | 3   | 3   | 1   | 2   | 1   | 5   | 7   | 2   | 1   | 1   | 2   | 1   | 1   | 2   | 2   | 4   | 1   | 4   | 4   | 1   | 2   | 4   | 1   | 391            |
| 3    | Yamaha       | 1   | 2   | 4   | 3   | 3   | 3   | 2   | 2   | 3   | 5   | 3   | 6   | 4   | 7   | 6   | 4   | 1   | 2   | 2   | 3   | 2   | 1   | 1   | 3   | 330            |
| 4    | Honda        | 5   | 8   | 6   | 7   | 9   | 8   | 9   | 9   | 5   | 10  | 4   | 3   | 7   | 4   | 4   | 5   | 16  | 9   | 12  | 11  | 13  | 5   | 7   | 5   | 166            |
| 5    | BMW          | 9   | 6   | 10  | 15  | 6   | 11  | 8   | 6   | 7   | 16  | 15  | 12  | 8   | 9   | 11  | 11  | 9   | 5   | DNF | 15  | 10  | 10  | 11  | 10  | 101            |
| 6    | Aprilia      |     |     |     | 12  | 19  | DNF | DNF | 17  | 16  | DNF | NC  | 17  |     |     |     |     |     |     |     |     |     |     |     |     | 4              |